# Günter Hönow

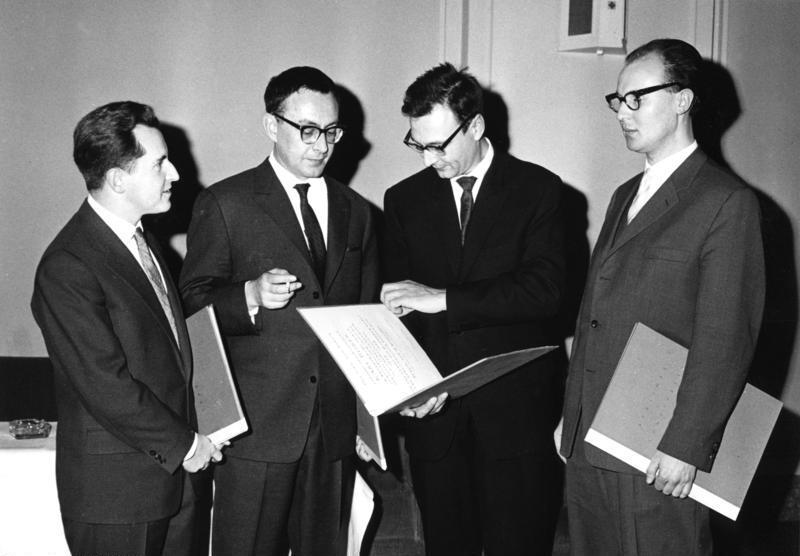
Günter Hönow (ganz links), 1961

Günter Hönow (* 21. Oktober 1923 in Stahnsdorf bei Berlin; † 25. Januar 2001 in Berlin-Zehlendorf) war ein deutscher Architekt der Nachkriegsmoderne.

## Werdegang

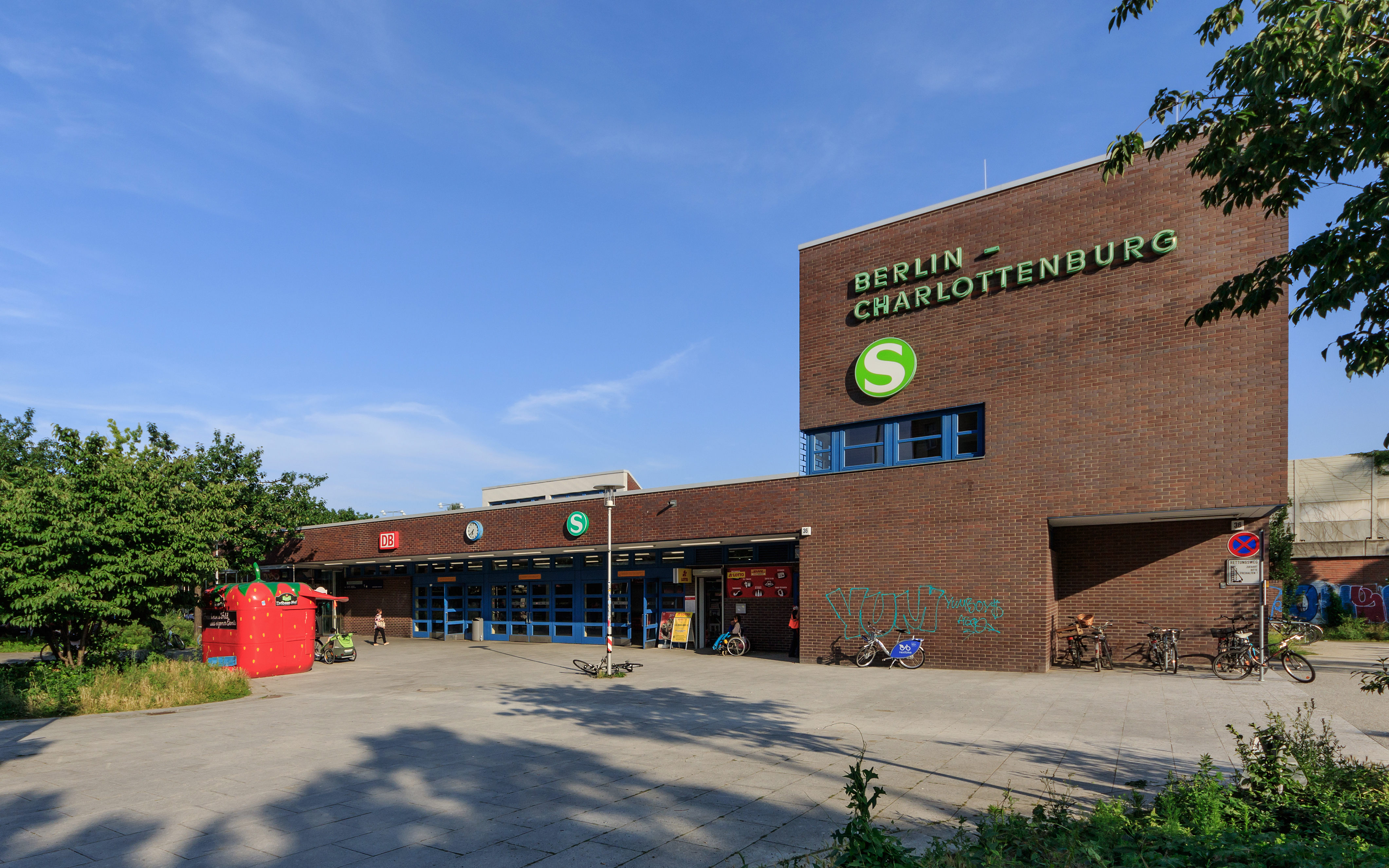
Empfangsgebäude des Bahnhofs Charlottenburg

Nach Wehrdienst im Zweiten Weltkrieg und Kriegsgefangenschaft studierte der Sohn eines Landwirtes und gelernte Zimmermann von 1949 bis 1951 und 1953 bis 1955 an der Kunsthochschule Berlin, wo er sowohl durch die internationale Moderne inspiriert als auch von so bedeutenden Architekten wie Max Taut geprägt wurde, die bereits in den 1920er Jahren und dann beim Wiederaufbau das architektonische Bild (west-)deutscher Großstädte neu akzentuierten. Als Mitarbeiter von Klaus H. Ernst wirkte Hönow an der Planung von Wohnungsbauten mit, so zum Beispiel bei der Wohnanlage Unter den Eichen 124–126 in Berlin-Lichterfelde, die 1953–1954 entstand.

## Tätigkeit
Ab 1960 wirkte er als Entwurfsdozent an der Staatlichen Werkkunstschule Berlin und errang u. a. 1961 den Preis „Junge Generation“ (Berliner Kunstpreis) und 1967 den Kölner Architekturpreis. Von 1971 bis 1986 lehrte er als Professor für Entwerfen, Gebäude- und Innenraumplanung an der Hochschule der Künste (heute Universität der Künste Berlin) und war Mitglied des Deutschen Werkbundes (1976 Aufnahme in die Werkbund-Dok.). 1978 erhielt er den international renommierten Preis Habitation Space.
Sein Grab befindet sich auf dem Alten Friedhof Wannsee.

## Werk
Neben spätmodernen Einfamilienhäusern in den Berliner Ortsteilen Lichterfelde und Wannsee, wie seinem eigenen Wohnhaus in der Otto-Erich-Straße 20 und dem Wohnhaus Günther in der Glienicker Straße 19a von 1965, gehören Wohnblocks in Kölns Neuer Stadt sowie Berlins Gropiusstadt ebenso zu seinen Projekten wie das 1968 erbaute Verwaltungshochhaus der Diskontobank und späteren Deutschen Bank am Ernst-Reuter-Platz, das 1998 umgebaut wurde. Für die Internationale Bauausstellung Interbau 1957 errichtete er im Berliner Hansaviertel den Flachwohnbau Händelallee 63, mit dem er den Nachwuchswettbewerb gewann. Das 1963–1969 unter seiner Leitung als Berlin Museum wiederaufgebaute frühere Preußische Kammergericht in der Kreuzberger Lindenstraße wurde von 1993 bis 1999 durch Daniel Libeskind umgebaut und durch einen prominenten Erweiterungsbau zum Jüdischen Museum ergänzt. Die 60er-Jahre-Umbauten des Berlin Museums waren eine Zusammenarbeit von Günter Hönow, Ute Weström und deren Lebensgefährten Winnetou Kampmann. 1971 baute er das neue Empfangsgebäude des Bahnhofs Berlin-Charlottenburg.

## Bauten (Auswahl)
- 1957: Wohnhaus Interbau, Objekt 49, Händelallee, Berlin-Hansaviertel[5]
- 1960: Zweifamilien-Wohnhaus Glienicker Straße 9–11, Berlin-Wannsee[5]
- 1963: Einzelhaus Stölpchenweg 2c, Berlin-Wannsee[5]
- 1963–1969: Wiederaufbau Gebäude ehemaliges Preußisches Kammergericht, Umbau zum Berlin Museum, Lindenstraße, Berlin-Kreuzberg
- 1964: Einzelhaus Glienicker Straße 19, Berlin-Wannsee[5]
- 1964: Einzelhaus, Arnold-Knoblauch-Ring 51, Berlin-Wannsee[6]
- 1965: Eigenes Wohnhaus, Otto-Erich-Straße 20, Berlin-Wannsee[5][6]
- 1966: Adler-Feuerversicherung Leibnizstraße, Berlin-Charlottenburg,[5] mit Friedrich Koch (Fassade stark überformt)
- 1966–1968: Verwaltungshochhaus Discontobank, heute Deutsche Bank, Otto-Suhr-Allee, Berlin-Charlottenburg, mit Friedrich Koch
- 1968: Mehrfamilienhäuser Walter-Franck-Zeile und Theodor-Loos-Weg, Berlin-Gropiusstadt[5]
- 1970–1972: Erweiterung Feuerwache Rankestraße, Berlin-Charlottenburg[7][8]
- 1971: Empfangsgebäude des Bahnhofs Charlottenburg